# Coxilha do Fogo
Coxilha do Fogo é uma colina e localidade no 3º distrito de Canguçu, no estado do Rio Grande do Sul, Brasil. Até fins do século XIX foi chamada Encruzilhada do Duro, quando um grande incêndio tomou conta da região, provavelmente durante a famosa Grande Seca, uma estiagem cruel de 3 anos que causou a morte de mais de meio milhão de brasileiros. 

## Antecedentes
Referências rastreáveis, pela Hemeroteca, são do século XIX. No ano 1887 o Jornal A Federação noticiou: "O Município de Cangussú noticia que em umas carreiras que houve, a 13 do corrente [mês de março de 1887], na Coxilha do Fogo, ia havendo um sério conflito entre os irmãos Amaro e José Ignácio Quintana [quando] a pistola [de] José Ignácio (...) disparou e a bala foi [matar] um pacífico e laborioso cidadão de nome Clarimundo."  Nos primeiros meses de 1895 a localidade voltou várias vezes a ser noticiada no A Federação, replicando o que reportava o Jornal Diário Popular de Pelotas: na Coxilha do Fogo uma horda de facínoras maragatos pilharam e cometeram as maiores atrocidades, degolando vários laboriosos cidadãos (como o senhor Balthazar Lino, o senhor José Veiga) e, não contentes de tantos horrores, apoderaram-se de algumas senhoras arrastando-as para seus acampamentos, onde as sujeitaram aos mais ignóbeis tratos, sem respeito nenhum às suas lágrimas, ultrajando vilmente seu pudor" 
No entanto, a denominação oficial da localidade deu-se apenas anos depois, pelo Ato Municipal n.º 19, de 09 de janeiro de 1901, quando foram criados os distritos de Cerrito Velho, Coxilha das Flores e Coxilha do Fogo e anexados a vila de Cangussú

## Dados Gerais
A Coxilha do Fogo dista 345 km ao Sul da Capital do Estado, Porto Alegre, 2445 km ao Sul da Capital Brasília e 1880 Km ao Sul do Rio de Janeiro pela rota mais curta das rodovias. A parte mais alta está a 314 metros acima do nível do mar A localidade é escassamente povoada, sendo 8 habitantes por quilômetro quadrado
A vegetação é tipicamente savana O clima é Subtropical Úmido A Média térmica anual é de 17 °C. O mês mais quente é dezembro, quando a temperatura média é de 23 °C e a mais fria é julho, quando a média fica em 9 °C. A precipitação média anual é de 1 821 milímetros. O mês mais chuvoso é agosto, com uma média de 235 mm de precipitação, e o mais seco é dezembro, com 89 mm de chuva

## História
A localidade é uma das terras históricas do Município, pois foi palco de inúmeras batalhas desde o século XVIII. É também um dos recantos mais antigos pisados pelos portugueses na Região Sul do Rio Grande do Sul, quando ainda estava sob domínio da Espanha.
Rafael Pinto Bandeira, em 1763, com seus guerrilheiros da Companhia de
Cavalaria da Legião de São Paulo, fez base nesta localidade O caminho foi o primeiro a ser explorado entre o Forte de São Gonçalo, em Rio Grande e o Forte Jesus, Maria, José, em Rio Pardo, sendo aberto picadas a foice e machado, no que ficou conhecido como Estrada Real, hoje a rodovia BR-471.
Em 1775 Patrício José Correia da Câmara passou por estas terras para conquistar o Forte de Santa Tecla. 
Aproveitando-se das condições de segurança e comércio existentes ao longo deste caminho histórico, famílias açorianas e outros retirantes foram se estabelecendo ao longo do mesmo
Em 2 de outubro de 1843, na Revolução Farroupilha, a localidade foi palco de uma batalha entre imperiais e republicanos Duque de Caxias persegue por este caminho o General Bento Gonçalves
Em 1874 nasceu nesta localidade, e nela viveu até os 19 anos, um dos mais ilustres canguçuenses, o coronel Juvêncio Maximiliano Lemos, que exerceu vários cargos na vida pública gaúcha: 1º Tenente Cel. Comandante do 2º Regimento de Cavalaria, prefeito de Bagé por dois mandatos, diretor do Colégio Municipal Pelotense, provedor da Santa Casa de Misericórdia de Pelotas.
Em 23 de abril de 1923 o líder maragato Zeca Neto passou com seus guerrilheiros pela localidade causando desordens e arruaças, invadindo propriedades e os maiores prejuízos quando foram então enfrentados pelas forças legalistas que estavam na localidade, dando início a um grande combate. O Jornal A Federação noticiava que na batalha que se deu foram 800 maragatos contra 250 chimangos resultando em dezenas de mortos e centenas de desertores das forças de Zeca NetoOs mais antigos moradores da região ainda lembram destas histórias que muito marcou as famílias, sendo oralmente transmitidas de geração em geração. No decorrer da década de 20 outras escaramuças diversas ocorrem no Município, inclusive na Coxilha do Fogo, ficando famoso pelas lutas fraticidas
Até 1960, a Coxilha do Fogo compreendia todo o 3º subdistrito do Município
Até a década de 90 a localidade tinha um Cartório Distrital
De de abril de 2003 a janeiro de 2004 a pesquisadora Ana Luiza Gomes Paz, da Universidade Federal do Rio Grande do Sul fez trabalho de campo nesta localidade, procurando contribuir para o conhecimento da fauna de borboletas da Serra do Sudeste do Rio Grande do Sul e para conservação dos ambientes naturais desta região